# Ida Köhne
Ida Köhne (* 5. Juni 1907 in Essen; † 16. Februar 2005 in Oberhausen) war eine deutsche Kunsterzieherin und Malerin. Sie schuf neben ihrer schulpädagogischen Arbeit ein umfangreiches Werk mit mehreren hundert Gemälden, knapp 300 Zeichnungen, dazu Druckgraphik, zahlreichen Skizzen und Arbeiten der Glasmalerei und Werke in anderen Gestaltungsformen.

## Ausbildung und berufliche Arbeit
Ida Köhne begann ihr Studium an der Universität Köln mit Germanistik und Kunstgeschichte. Gleichzeitig studierte sie an den Kölner Werkschulen und anschließend an der Kunstakademie in Breslau. In Berlin sodann an der Staatlichen Hochschule für bildende Künste bei Erich Wolfsfeld und an der Staatlichen Hochschule für Kunsterziehung bei Georg Tappert und Alexander Kanoldt. 1936 schloss sie ihr Studium mit dem Staatsexamen ab. Bis 1971 war sie in Oberhausen als Kunsterzieherin am Elsa-Brändström-Gymnasium und am Novalis-Gymnasium in Oberhausen tätig. Trotz ihrer kunsterzieherischen Tätigkeit hat sie ihr freies künstlerisches Schaffen nie aufgegeben. Ida Köhne gehörte dem Arbeitskreis Oberhausener Künstler an.
Ihr künstlerischer Nachlass befindet sich in der Universitätsbibliothek Freiburg.

## Das Werk
In ihrem zum Teil kriegsbedingt verschollenen Frühwerk erarbeitete Ida Köhne sich die klassischen Techniken der Ölmalerei. Sie fand ihren eigenen Stil nach dem Zweiten Weltkrieg. Reisen nach Frankreich, Spanien und Italien und die Auseinandersetzung mit der Moderne der ersten Hälfte des 20. Jahrhunderts wirkten prägend auf ihre Arbeit, in der neben Landschaftsbildern viele Porträts und Bilder von Menschengruppen herausragen. Grundlegend ist eine offene Beobachtungsgabe, ein unverstelltes Herangehen an neue Erfahrungen, die Kunst des skizzenhaften Festhaltens des Gesehenen und die Umsetzung in farbliche Kompositionen, die zwar abstrahierende Gestaltungsformen verwenden, im Allgemeinen aber den Bezug zum Gegenstand nicht verlassen. Eine späte Israelreise in den 1970er Jahren fügte dem Werk neue Momente hinzu.

## Ausstellungen (Auswahl)
- Städtisches Museum Mülheim an der Ruhr, 10. Juni – 8. Juli& 1961
- Ida Köhne – Bilder und Zeichnungen. Mülheim an der Ruhr, Katholische Akademie „Die Wolfsburg“, 25. Oktober – 30. November 1980
- „Zwischen Rhein, Ruhr und Lippe“. Ausstellung heimischer Künstler. Gute Hoffnungs-Hütte, Oberhausen Sterkrade 1982
- „kunst in st. marien“. Marienkirche Oberhausen, in Verbindung mit dem Katholischen Bildungswerk Oberhausen, 23. Mai 1996 bis 16. Juni 1996

## Abbildungen (Auswahl)
Vgl. Literatur und Werkverzeichnisse
- Die Mitte : Betrachtungen über den Menschen und über Christus / Blaise Pascal. Ausgew. u. eingeleitet von Albert Raffelt. Mainz : Matthias-Grünewald-Verlag, 1990 (Topos-Taschenbücher Bd. 198). – ISBN 3-7867-1486-X
- Die Bibliothek – von außen und von innen. Aspekte Freiburger Bibliotheksarbeit; für Bärbel Schubel / Universitätsbibliothek Freiburg i. Br. Hrsg. von Albert Raffelt. Freiburg i.Br.: Universitätsbibliothek, 2008 (Schriften der Universitätsbibliothek Freiburg i. Br. Bd. 28). – Digitalisat. – ISBN 978-3-928969-29-1
- Gebet : theologische Meditationen in der Fastenzeit ; Universitätskirche Freiburg 2008 / hrsg. von Peter Walter. Freiburg i.Br. : Universitätsbibliothek, 2008. – Digitalisat. – ISBN 978-3-928969-35-2
- Kirche der Sünder – Kirche der Heiligen : theologische Meditationen in der Fastenzeit ; Universitätskirche Freiburg 2011 / hrsg. von Peter Walter. Freiburg i.Br. : Universitätsbibliothek, 2012. – Digitalisat. – ISBN 978-3-928969-40-6
- II. Vaticanum – 50 Jahre danach : theologische Meditationen in der Fastenzeit ; Universitätskirche Freiburg 2012 / hrsg. von Peter Walter. Freiburg i.Br. : Universitätsbibliothek, 2012. – Digitalisat. – ISBN 978-3-928969-42-0